# (29307) Torbernbergman
(29307) Torbernbergman est un astéroïde de la ceinture principale.

## Description
(29307) Torbernbergman est un astéroïde de la ceinture principale. Il fut découvert le 9 octobre 1993 à La Silla par Eric Walter Elst. Il fut nommé en l’honneur de Torbern Olof Bergman. Il présente une orbite caractérisée par un demi-grand axe de 2,60 UA, une excentricité de 0,12 et une inclinaison de 6,3° par rapport à l'écliptique.

## Compléments